# Отто Кройцманн
Отто Кройцманн (нім. Otto Creutzmann; 8 січня 1894, Ландсберг — 12 січня 1943, Проскурів) — німецький льотчик-ас, лейтенант Імперської армії, оберлейтенант люфтваффе.

## Біографія
З початком Першої світової війни вступив до армії та воював на Західному фронті. В червні 1915 року отримав осколкове поранення. Перейшов в авіацію, служив в 2-й бойовій ескадрильї Верховного головнокомандування сухопутних військ, потім — в 33-й ескадрильї і в 23-й бойовій ескадрильї 4-ї бойової ескадрильї. У свій час спостерігачем з ним літав знаменитий барон Лотар фон Ріхтгофен. З 6 лютого по 12 серпня 1916 року літав у складі 20-ї винищувальної ескадрильї, після чого був переведений у баварську 4-ту бойову ескадрилью одномісних літаків. З 20 лютого по 30 червня 1918 року здійснював вильоти у складі 43-ї винищувальної ескадрильї, літаючи на трипланах. У травні легко поранений. З 13 червня 1918 року і до кінця війни командував прусською 46-ю винищувальною ескадрильєю. Всього за час бойових дій здобув 8 перемог.
Учасник Німецько-радянської війни. Загинув у бою, місце поховання невідоме.

## Нагороди
- Залізний хрест 2-го і 1-го класу
- Орден Альберта (Саксонія), лицарський хрест 2-го класу з мечами (1 грудня 1916)
- Військовий орден Святого Генріха, лицарський хрест (19 червня 1918)
- Почесний хрест ветерана війни з мечами